# ECW ディセンバー・トゥ・ディスメンバー
ECW ディセンバー・トゥ・ディスメンバー(ECW December to Dismember)は、アメリカのプロレス団体WWEが主宰する、プロレス興行の名称。また、同興行を扱うPPVの名称でもある。開催は1年に1回。
元々は、ECWの興行として1995年に一度だけ開催された大会である。2001年にECWがWWEに買収される形で消滅してから開催されなくなったが、2006年にWWEの傘下としてECWが復活した際、同時に復活した。WWEのPPVがすべて3ブランド合同で開催された2007年には、同名のPPVは催されなかった。

## 試合結果

### 第1回大会(1995年) ECW December to Dismember 1995
- 開催日 : 12月9日
- 開催場所 : ペンシルベニア州フィラデルフィアのECWアリーナ
- 観客動員数 : 900人

- ○ダンス・ウィズ・ダッドリー&ダッドリー・ダッドリー vs バッド・クルー●

- ○タズ vs エル・プエルトリカーノ●

- ○ハック・マイヤーズ vs ブルーザー・マスティーノ●

- ○ジ・エリミネーターズ(ペリー・サターン&ジョン・クローナス) vs ザ・ピットブルズ●

- ○レイヴェン vs トミー・ドリーマー●

- ○JTスミス vs トニー・ステットソン●

- 3ウェイ・ダンス形式ECW世界ヘビー級王座戦 -Three Way Dance for the ECW World Heavyweight Championship-

マイキー・ウィップレック(c) vs スティーブ・オースチン vs ザ・サンドマン○
- ○ザ・パブリック・エネミー(ロッコー・ロック&ジョニー・グランジ) vs ザ・ヘブンリーボディーズ(トム・プリチャード&ジミー・デル・レイ)●

- ○ザ・パブリック・エネミー(ロッコー・ロック&ジョニー・グランジ)&ザ・ピットブルズ&トミー・ドリーマー vs ザ・ヘブンリーボディーズ(トム・プリチャード&ジミー・デル・レイ)&ジ・エリミネーターズ(ペリー・サターン&ジョン・クローナス)&レイヴェン&スティービー・リチャーズ●

### 第2回大会（2006年）ECW December to Dismember 2006
- 開催日 : 12月3日
- 開催場所 : ジョージア州オーガスタのジェームス・ブラウン・アリーナ
- 観客動員数 : 4,800人
- 公式大会曲 :Drowning Pool - Bodies

- ダーク・マッチ -Dark match-

○スティービー・リチャーズ vs レネ・デュプリー●
- ハーディーズ・オープン・チャレンジ -Hardys Open Challenge-

○ザ・ハーディーズ（マット・ハーディー＆ジェフ・ハーディー） vs MNM（ジョニー・ナイトロ＆ジョーイ・マーキュリー）（w/ メリーナ）●
- ストライカーズ・ルール・マッチ -Striker's Rules Match-

○ボールズ・マホーニー vs マット・ストライカー●
- ○イライジャ・バーク＆シルベスター・ターカイ vs F.B.I（リトル・グイドー・マリタート＆トニー・ママルーク）（w/ トリニティ）●

- ○デバリ（w/ グレート・カリ） vs トミー・ドリーマー●

- ○ケビン・ソーン＆アリエル vs マイク・ノックス＆ケリー・ケリー●

- エクストリーム・エリミネーション・チェンバー形式ECW世界王座戦 -Extreme Elimination Chamber Match for the ECW World Championship-

ビッグ・ショー（c） vs ○ボビー・ラシュリー vs テスト vs ロブ・ヴァン・ダム vs ハードコア・ホーリー vs CMパンク
ベビーのサブゥーが出場予定であったが、ビッグ・ショーの王座を守りたいGMポール・ヘイマンが試合直前に襲撃させたため欠場。代役としてホーリーが出場した。
| 退場順 | 退場したスーパースター | 入場順 | 退場させたスーパースター |
| 1      | CMパンク               | 3      | ロブ・ヴァン・ダム       |
| 2      | ハードコア・ホーリー   | 2      | テスト                   |
| 3      | ロブ・ヴァン・ダム     | 1      | テスト                   |
| 4      | テスト                 | 4      | ボビー・ラシュリー       |
| 5      | ビッグ・ショー         | 6      | ボビー・ラシュリー       |
| 勝者   | ボビー・ラシュリー     | 5      |                          |